# Jean Vergnet-Ruiz
Jean Vergnet-Ruiz (* 18. September 1896 in Paris; † 21. Februar 1972 in Senlis) war ein französischer Kunsthistoriker.

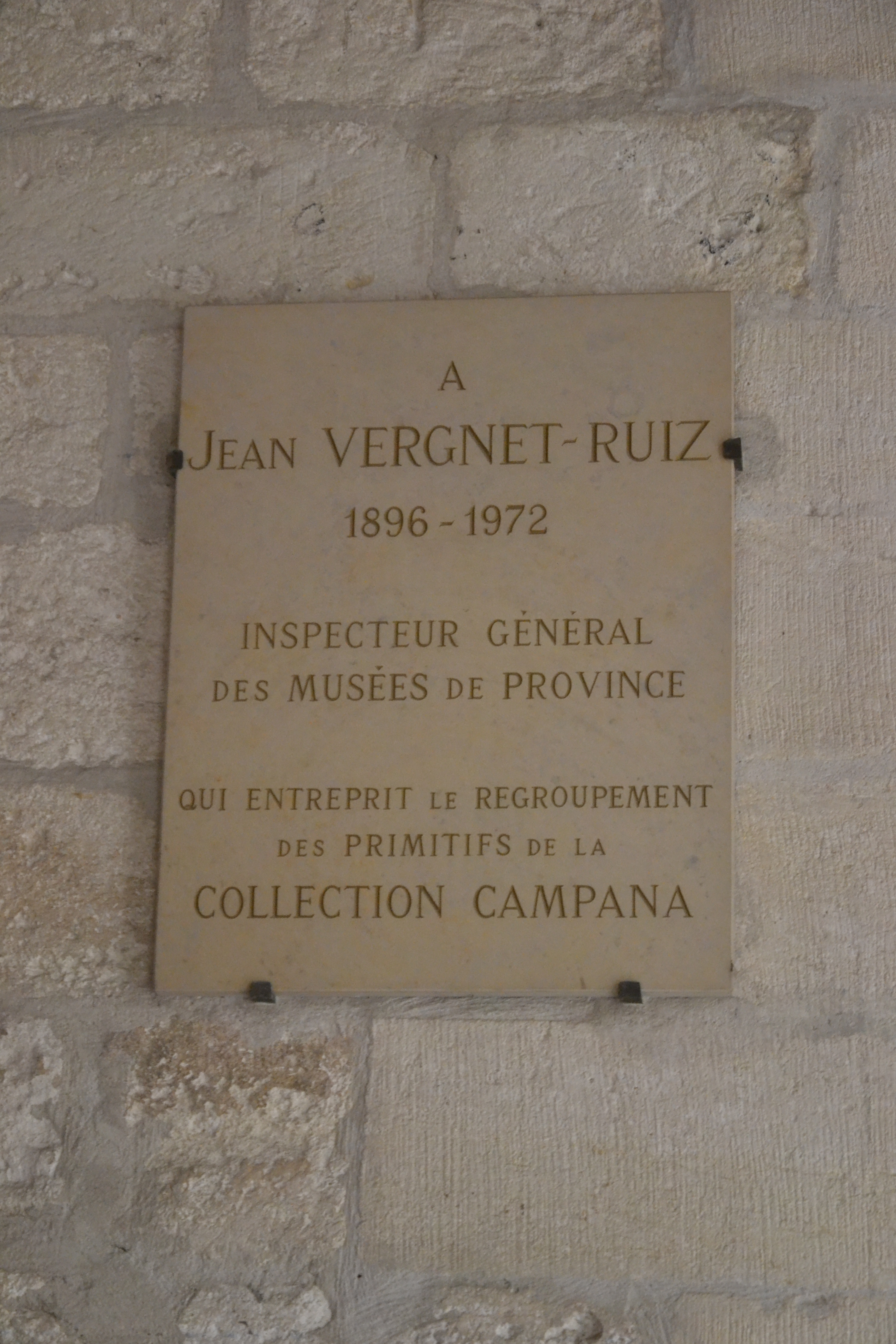
Gedenktafel am Musée du Petit Palais in Avignon

## Leben
Jean Vergnet-Ruiz wuchs in Coye-la-Forêt (Département Oise) bei Chantilly auf. Von 1917 bis 1919 nahm er als Sanitäter am Ersten Weltkrieg teil. Danach studierte er Medizin und promovierte 1923 mit einer Arbeit zur Ikonographie der Ärzteheiligen Kosmas und Damian, was schon sein Interesse für Kunstgeschichte zeigte. Er besuchte die École du Louvre und schloss diese 1933 ab. 1930 wurde er Mitarbeiter am Chateau de Versailles, 1933 Mitarbeiter der Gemäldeabteilung des Louvre und 1938 Leiter des Labors des Louvre. Seine Karriere wurde zu Beginn des Zweiten Weltkrieges als Chefarzt eines Militärlazaretts unterbrochen, doch am 1. Januar 1942 wurde er Konservator des Château de Compiègne und zum 1. Januar 1945 dazu „Inspecteur général des musées de province“.